# Ochodaeus chrysomeloides
Ochodaeus chrysomeloides is een keversoort uit de familie Ochodaeidae. De wetenschappelijke naam van de soort is voor het eerst geldig gepubliceerd in 1781 door Schrank.